# Andrew Chumbley
Andrew D. Chumbley (Essex, Inglaterra em 15 de Setembro de 1967 - 15 de Setembro de 2004) foi um escritor e filósofo inglês.

## Biografia
Viveu sua vida inteira na zona rural de Essex onde se emergiu no caminho múltiplo da Arte dos Sábios. Sua posição como o Magister da Cultus Sabbati e a escrita influente fizeram com que Chumbley exercesse uma tremenda influência no cenário ocultista, não só em relação à Arte Tradicional, mas também dentro dos legados mais feiticeiros da magia em geral. 
Chumbley via a si próprio como o escriba de seu daimon, e ainda que seja possível se ver as linhas de inspiração dos trabalhos de Austin O. Spare assim como sua técnica, seu estilo permaneceu ímpar. Em seu trabalho mágico, trouxe as influências do Sufismo, Tantra, Chöd e Cristianismo, tanto o Gnóstico quanto o Ortodoxo. Estas influências devem ser vistas como naturais, dado o fato de que o trabalho principal de Chumbley era enfocado na quintessência mágica como refletida na rica sabedoria dos “Mistérios Sabáticos” - que é o termo cunhado por Chumbley para a atribuição específica da Arte Tradicional. 
Ele apresentou esta forma específica de Arte através de numerosos ensaios, especialmente na The Cauldron e em seus livros publicados. Seus livros nunca foram livros no sentido ordinário. Eles não eram livros sobre magia, mas sim livros mágicos. Estes livros foram todos lançados pela Xoanon, que era e é o órgão público da Cultus Sabbati]'.

## Livros
- Azoëtia, 1992 e republicado em 2002
- Qutub - The Point, 1995 (publicado pela  Xoanon e Fulgur)
- One - The Grimoire of the Golden Toad, 2000
- The Draconian Grimoire, impresso e distribuído privativamente.